# Gänsen (Järna socken, Dalarna)
Gänsen är en sjö i Vansbro kommun i Dalarna och ingår i Dalälvens huvudavrinningsområde. Sjön är 20,2 meter djup, har en yta på 3,23 kvadratkilometer och är belägen 232,9 meter över havet. Sjön avvattnas av vattendraget Noret.

## Delavrinningsområde
Gänsen ingår i det delavrinningsområde (672014-142348) som SMHI kallar för Utloppet av Gänsen. Medelhöjden är 248 meter över havet och ytan är 10,4 kvadratkilometer. Räknas de 25 avrinningsområdena uppströms in blir den ackumulerade arean 171,82 kvadratkilometer. Noret som avvattnar avrinningsområdet har biflödesordning 3, vilket innebär att vattnet flödar genom totalt 3 vattendrag innan det når havet efter 308 kilometer. Avrinningsområdet består mestadels av skog (51 procent) och sankmarker (15 procent). Avrinningsområdet har 3,23 kvadratkilometer vattenytor vilket ger det en sjöprocent på 31 procent.